# Rostocker Landfrieden
Der Rostocker Landfrieden war ein am 13. Juni 1283 in Rostock geschlossener Vertrag zur Land- und Seebefriedung sowie zum Schutz der Zoll- und anderer Freiheiten. Auf zehn Jahre verpflichteten sich die Vertragspartner zum Verzicht auf Gewalt zur Durchsetzung eigener Rechtsansprüche. Dieser Vertrag war Grundlage für den wirtschaftlichen Aufstieg von Wismar und anderen Hafenstädten an der Ostsee.
Beteiligte Parteien waren die Hansestädte Lübeck, Rostock, Wismar, Stralsund, Greifswald, Stettin, Demmin und Anklam sowie die Herzöge von Sachsen und Pommern, die Fürsten von Rügen, die Herren von Schwerin und Dannenberg sowie die Ritterschaft von Rostock.